# 田心路
田心路為臺灣臺中市的重要道路之一。全線皆位於豐原區境內，呈南北向，共分兩段。北起豐原區中興路，南訖於旱溪金谿橋銜接鎌村路。
田心路亦是三條連接台中-豐原城際道路中的一條（另二條為西勢路、中山路）。

## 行經行政區域
- 豐原區

## 車道數
- 中興路－豐田路：雙向二車道
- 豐田路－鎌村路：雙向四車道

## 分段
- 一段：中興路－圓環東路
- 二段：圓環東路－鎌村路

## 本道路客運
臺中市公車
- 豐原客運：202、203

## 沿線設施
（由北到南）
一段（豐原區）
中興路
博愛街
臺鐵臺中線
自強南街
東汴幹線
- 陽明芒果福德祠

圓環東路
二段（豐原區）
- 田心公園
- 群靈祠
- 臺中市政府環境保護局豐原區清潔隊停車場

豐原區市政路（往豐原區公所、戶政事務所）
豐田路
- 全聯福利中心田心店
- 麥當勞豐原田心店

永康路
- 臺中市豐原區豐田國民小學
- 臺中市豐原私立巧兒幼兒園

豐原大道二段、三段
- 豐原水資源回收中心

旱溪東、西路
（往南接鎌村路）